# Список университетов и колледжей Тяньцзина
В данной статье представлен список университетов и колледжей Тяньцзина (КНР).

## Обозначения
В статье используются следующие обозначения:
- Национальный (МОК): университет, управляемый Министерством образования Китая (МОК).
- Муниципальный: учебное заведение управляемое муниципалитетом.
- Провинциальный: учебное заведение управляемое властями провинции.
- Частный: частное учебное заведение.
- Независимый: независимое учебное заведение.
- Ω (национальные ключевые университеты[англ.]): университеты имеющие высокий уровень поддержки со стороны центрального правительства КНР.

## Список университетов
| Название                                                    | Китайское название   | Год  | Тип                                | Ссылка                     | Примечания                                    |
| ----------------------------------------------------------- | -------------------- | ---- | ---------------------------------- | -------------------------- | --------------------------------------------- |
| Нанькайский университет                                     | 南开大学             | 1919 | Национальный (МОК)                 | http://www.nankai.edu.cn/  | Ω участник проектов «211» и «985»             |
| Тяньцзиньский университет                                   | 天津大学             | 1895 | Национальный (МОК)                 | http://.tjuedu.cn/         | Ω участник проектов «211» и «985»             |
| Тяньцзиньский медицинский университет                       | 天津医科大学         | 1951 | Муниципальный                      | http://www.tijmu.edu.cn/   | Ω участник проекта «211»                      |
| Тяньцзинский политехнический университет                    | 天津工业大学         | 1958 | Муниципальный                      | http://www.tjpu.edu.cn/    |                                               |
| Тяньцзиньский университет традиционной китайской медицины   | 天津中医药大学       | 1958 | Муниципальный                      | http://www.tjutcm.edu.cn/  | (недоступная ссылка)                          |
| Хэбэйский технологический университет                       | 河北工业大学         | 1903 | Провинциальный                     | http://www.hebut.edu.cn/   | Ω (недоступная ссылка) участник проекта «211» |
| Тяньцзиньский университет технологий и образования          | 天津职业技术师范大学 | 1979 | Национальный (МОК) и муниципальный | http://www.tute.edu.cn/    | (недоступная ссылка)                          |
| Тяньцзиньский педагогический университет                    | 天津师范大学         | 1958 | Муниципальный                      | http://www.tjnu.edu.cn/    | (недоступная ссылка)                          |
| Тяньцзиньский научно-технический университет                | 天津科技大学         | 1958 | Муниципальный                      | http://tuli.edu.cn/        | (недоступная ссылка)                          |
| Тяньцзиньский финансово-экономический университет           | 天津财经大学         | 1958 | Муниципальный                      | http://www.tjufe.edu.cn/   | (недоступная ссылка)                          |
| Тяньцзиньский технологический университет                   | 天津理工大学         | 1979 | Муниципальный                      | http://www.tjut.edu.cn/    | (недоступная ссылка)                          |
| Тяньцзиньский университет иностранных языков                | 天津外国语大学       | 1964 | Муниципальный                      | http://www.tjfsu.edu.cn/   | (недоступная ссылка)                          |
| Китайский университет гражданской авиации                   | 中国民航大学         | 1951 | Национальный (другие)              | http://www.cauc.edu.cn/    |                                               |
| Тяньцзиньский коммерческий университет                      | 天津商业大学         | 1980 | Муниципальный                      | http://www.tjcu.edu.cn/    | (недоступная ссылка)                          |
| Тяньцзиньский университет городского строительства          | 天津城建大学         | 1978 | Муниципальный                      | http://www.tjuci.edu.cn/   |                                               |
| Тяньцзиньский спортивный университет                        | 天津体育学院         | 1950 | Муниципальный                      | http://tjipe.edu.cn/       | (недоступная ссылка)                          |
| Тяньцзиньская музыкальная консерватория                     | 天津音乐学院         | 1958 | Муниципальный                      | http://www.tjcm.edu.cn/    | (недоступная ссылка)                          |
| Тяньцзиньская академия изобразительный искусств             | 天津美术学院         | 1906 | Муниципальный                      | http://www.tjarts.edu.cn/  | (недоступная ссылка)                          |
| Тяньцзиньский сельскохозяйственный университет              | 天津农学院           | 1976 | Муниципальный                      | http://www.tjac.edu.cn/    | (недоступная ссылка)                          |
| Тяньцзиньский китайско-немецкий университет прикладных наук | 天津中德应用技术大学 | 1984 | Муниципальный                      | http://tsguas.edu.cn       | (недоступная ссылка)                          |
| Тяньцзиньский колледж                                       | 天津天狮学院         | 1999 | Частный                            | http://www.tianshi.edu.cn/ | (недоступная ссылка)                          |

### Другие
| Название                                  | Китайское название             | Год  | Тип            | Ссылка                          | Примечания                                                                  |
| ----------------------------------------- | ------------------------------ | ---- | -------------- | ------------------------------- | --------------------------------------------------------------------------- |
| Бинхай-колледж                            | 南开大学滨海学院               | 2004 | Муниципальный  | http://www.binhai.nankai.edu.cn | При (недоступная ссылка) Нанькайском университете                           |
| Бинхайская школа иностранных языков       | 天津外国语大学滨海外事学院     | 2004 | Муниципальный  | http://www.bhws.tjfsu.edu.cn    | При (недоступная ссылка) Тяньцзиньском университете иностранных языков      |
| Баоде-колледж                             | 天津外国语大学滨海外事学院     | 2004 | Муниципальный  | http://www.boustead.edu.cn      | При (недоступная ссылка) Тяньцзиньском коммерческом университете            |
| Тяньцзиньский колледж физической культуры | 天津体育学院运动与文化艺术学院 | 2004 | Муниципальный  | http://www.tjtwy.cn             | При (недоступная ссылка) Тяньцзиньском спортивном университете              |
| Клинический медицинский колледж           | 天津医科大学临床医学院         | 2004 | Муниципальный  | http://www.tmucmc.edu.cn        | При (недоступная ссылка) Тяньцзиньском медицинском университете             |
| Центральный колледж информации            | 天津理工大学中环信息学院       | 2005 | Муниципальный  | http://www.tjzhic.com           | При (недоступная ссылка) Тяньцзиньском технологическом университете         |
| Тяньцзиньский колледж                     | 北京科技大学天津学院           | 2005 | Муниципальный  | http://tj.ustb.edu.cn           | При (недоступная ссылка) Пекинском научно-техническом университете          |
| Жэньай-колледж                            | 天津大学仁爱学院               | 2006 | Муниципальный  | http://www.tjrac.edu.cn         | При (недоступная ссылка) Тяньцзиньском университете                         |
| Чжуцзян-колледж                           | 天津财经大学珠江学院           | 2006 | Муниципальный  | http://zhujiang.tjufe.edu.cn    | При (недоступная ссылка) Тяньцзиньском финансово-экономическом университете |
| Цзиньгу-колледж                           | 天津师范大学津沽学院           | 2005 | Муниципальный  | http://www.jinguxy.cn           | При (недоступная ссылка) Тяньцзиньском педагогическом университете          |
| Городской колледж                         | 河北工业大学城市学院           | 2004 | Провинциальный | http://cc.hebut.edu.cn          | При (недоступная ссылка) Хэбэйском технологическом университете             |

## Колледжи
| Название                                                                   | Китайское название           | Год  | Тип                   | Ссылка                      | Примечания |
| -------------------------------------------------------------------------- | ---------------------------- | ---- | --------------------- | --------------------------- | --- |
| Тяньцзиньский профессиональный колледж                                     | 天津职业大学                 | 1978 | Муниципальный         | http://www.tjtc.edu.cn/     | (недоступная ссылка) |
| Тяньцзиньский медицинский колледж                                          | 天津医学高等专科学校         | 1908 |                       | http://www.tjyzh.cn/        | (недоступная ссылка) |
| Тяньцзиньский нефтяной профессионально-технический колледж                 | 天津石油职业技术学院         | 1976 |                       | http://www.tjsyxy.com/      | Управление (недоступная ссылка) нефтяной промышленности Северного Китая и муниципальное народное правительство Тяньцзиня |
| Тяньцзиньский прибрежный профессиональный колледж                          | 天津滨海职业学院             | 1958 |                       | http://www.tjbpi.com/       | (недоступная ссылка) |
| Тяньцзиньский электромеханический профессиональный колледж                 | 天津机电职业技术学院         | 1958 |                       | http://www.suoyuan.com.cn/  | |
| Тяньцзиньский профессиональный колледж электроники и информатики           | 天津电子信息职业技术学院     | 1953 |                       | http://www.tjdz.net/        | (недоступная ссылка) |
| Тяньцзиньский профессиональный колледж лёгкой промышленности               | 天津轻工职业技术学院         | 2001 |                       | http://www.tjlivtc.edu.cn/  | (недоступная ссылка) |
| Тяньцзиньский профессиональный колледж Бохайвань                           | 天津渤海职业技术学院         | 1958 |                       | http://www.tjbhzy.com/      | (недоступная ссылка) |
| Тяньцзиньский профессиональный колледж полиции и общественной безопасности | 天津公安警官职业学院         | 1949 | Национальный (другие) | http://www.tjjingyuan.cn/   | (недоступная ссылка) |
| Тяньцзиньский молодёжный профессиональный колледж                          | 天津青年职业学院             | 1954 |                       | http://www.tjqnzyxy.cn/     | (недоступная ссылка) |
| Тяньцзиньский колледж земельных ресурсов и жилья                           | 天津国土资源和房屋职业学院   | 1973 |                       | http://www.tjgfxy.com.cn/   | (недоступная ссылка) |
| Тяньцзиньский инженерно-технический колледж                                | 天津工程职业技术学院         | 2001 |                       | http://www.tjeti.com/       | (недоступная ссылка) |
| Тяньцзиньский современный профессиональный колледж                         | 天津现代职业技术学院         | 2001 |                       | http://www.xdxy.com.cn/     | (недоступная ссылка) |
| Тяньцзиньский профессиональный колледж связи                               | 天津交通职业学院             | 1953 |                       | http://www.tjtvc.com/       | (недоступная ссылка) |
| Профессиональный колледж зоны развития Тяньцзинь                           | 天津开发区职业技术学院       | 1983 | Муниципальный         | http://www.tedazj.com/      | (недоступная ссылка) |
| Тяньцзиньский художественный профессиональный колледж                      | 天津艺术职业学院             | 2002 |                       | http://www.tjysxy.com/      | (недоступная ссылка) |
| Тяньцзиньский городской профессиональный колледж                           | 天津城市职业学院             | 1958 |                       | http://www.tjcsxy.cn/       | |
| Тяньцзиньский промышленный колледж                                         | 天津工业职业学院             | 1981 |                       | http://www.tjmvti.cn/       | (недоступная ссылка) |
| Тяньцзиньское художественно-ремесленное училище                            | 天津工艺美术职业学院         | 1959 |                       | http://www.gmtj.com/        | (недоступная ссылка) |
| Тяньцзиньский железнодорожный профессиональный колледж                     | 天津铁道职业技术学院         | 1951 |                       | http://www.tjtdxy.cn/       | (недоступная ссылка) |
| Тяньцзиньский морской профессиональный колледж                             | 天津海运职业学院             | 2006 |                       | http://www.tjmvi.cn/        | (недоступная ссылка) |
| Тяньцзиньский профессионально колледж городского строительства             | 天津城市建设管理职业技术学院 | 2006 |                       | http://www.tjchengjian.com/ | (недоступная ссылка) |
| Тяньцзиньский колледж радио и кино                                         | 天津广播影视职业学院         | 2009 |                       | http://www.tjgbys.com/      | (недоступная ссылка) |
| Тяньцзиньский бизнес-колледж                                               | 天津商务职业学院             | 1955 |                       | http://www.tcc1955.edu.cn/  | (недоступная ссылка) |
| Тяньцзиньский спортивный колледж                                           | 天津体育职业学院             | 2016 | Муниципальный         | http://www.tjvcs.cn/        | (недоступная ссылка) |
| Тяньцзиньский биоинженерный профессиональный колледж                       | 天津生物工程职业技术学院     |      |                       | http://www.tjbio.cn/        | (недоступная ссылка) |
| Тяньцзиньский автомобильный инженерный колледж Биньхай                     | 天津滨海汽车工程职业学院     | 2017 | Частный               | http://www.tqzyxy.com/      | (недоступная ссылка) |

## Военные учебные заведения
- Военно-транспортный колледж[кит.] НОАК (中国人民解放军陆军军事交通学院). Основан в 1949 году.
- Военно-морская академия[кит.] НОАК (中国人民解放军海军勤务学院). Основан в 1952 году.
- Командная академия Народной вооружённой милиции Китая (中国人民武装警察部队指挥学院). Основана в 1980 году.
- Логистический колледж Народной вооружённой милиции Китая (中国人民武装警察部队后勤学院). Основана в 1980 году.